# José García de Salcedo Coronel
José García de Salcedo Coronel (Sevilla ?, 1592 - Madrid, 1651) va ser un militar i escriptor espanyol. Es creu que va néixer a Sevilla i que, allí mateix i, més tard a Salamanca, va ser on va adquirir una bona base de cultura clàssica. Va ser guardià del virrei de Nàpols i va ser promogut capità. Va exercir com a governador de Càpua i en el seu retorn a Espanya com a cavaller de l'Infant cardenal Ferran d'Àustria. Va destacar com a poeta i per ser un dels principals comentaristes de Lluís de Góngora. La seva poesia va ser elogiada per Lope de Vega, Juan de Jáuregui i Luis Vélez de Guevara.

## Obres
El 1629 va editar per primera vegada la Fábula de Polifemo y Gaceta, escrita per Góngora el 1612, incloent-hi un «celebrado análisis de los versos que, en octavas reales, componen esta joya de la literatura universal, estudiando sus fuentes, paralelismos con diversas obras clásicas greco-romanas y metáforas oscuras».
Entre 1629 i 1648 va continuar publicant i comentant la obra fins aleshores inèdita de Góngora. Entre les seves obres hi ha Rimas, Primera Parte (Madrid, 1624, 1627), Ariadna, canto en octavas (Madrid, 1624), les anteriorment esmentades El Polifemo comentado (Madrid, 1629) i Las Obras de Góngora comentadas (en 4 volums, Madrid, 1636-1648), Cristales de Helicona o Segunda Parte de las Rimas (Madrid, 1642, 1649), Inscripción del sepulcro de Saturnino Penitente, que se halló en la ciudad de Mérida i el seu Panegírico al serenísimo Infante Cardenal (1636).